# Lipowe (Limanowa)
Lipowe – część miasta Limanowa w Polsce położona w województwie małopolskim, w powiecie limanowskim.
Część wsi Lipowe, która została włączona do Limanowej w 1977 roku.